# 해남 김씨
해남 김씨(海南金氏)는 전라남도 해남군을 본관으로 하는 한국의 성씨이다.

## 개요
시조 김인은 경순왕의 셋째아들 김명종(金鳴鍾)의 19세손으로 조선 태종 때 원종공신(原從功臣)으로 남병(南兵)의 좌막(佐幕)으로 있었다. 
그는 오위도총부(五衛都摠府) 부총관(副摠管)을 지내고 태종 때 원종공신(原從功臣)이 되었다. 
그리고 전라도의 수영(水營)이 무안현대굴포(務安縣大掘浦 : 현 함평군 학고면 대곡리)에 있을 때 좌막(佐幕)으로 있으면서 그곳에서 20리쯤 올라온 나주시 마산면 귀업리(羅州郡 馬山面 龜業里 : 현 나주시 왕곡면 송죽리 귀업부락(나주시 왕곡면 송죽리 221번지 집터 일대))에 터를 잡아 세거지를 마련했다 한다. 
본관은 그의 증조 김남보(金南寶)가 고려 말에 병부상서를 지내고 조선 개국 후 해남(海南)으로 은거하였기 때문에 해남김씨 또는 당시의 지명인 당악(棠岳)을 따서 당악김씨(棠岳金氏)라고도 한다. 시조의 묘소는 전남 영암군 금정면 남송리에 있으며, 음력 3월 3일에 향사한다.

해남김씨가 해남에 정착한 것은 고려 말 김인의 3대조인 병부상서(兵部尙書)를 지낸 김남보(金南寶)이나 확실하지는 않다.

## 인물
김종(金 琮) 조선(朝鮮) 때 정언(正言)․현감(縣監) 등을 역임하였다.
김구(金 臼) 조선 때 우후(虞侯)를 지냈다.
김후(金 候) 조선에서 현감(縣監)을 지냈다.
김태벽(金台璧) 조선조(朝鮮朝)에 장사랑(將仕郞)에 이르렀다.
김태각(金台角) 조선 때 주부(主簿)를 역임하였다.
김충(金 盅) 조선 때 선공감정(繕工監正)을 지냈다.
김여욱(金汝旭) 조선 때 현감(縣監)을 지냈다.
김락(金 絡) 조선 때 승지(承旨)를 지냈다.
김이적(金履迪) 조선 때 지평(持平)을 역임하였다.
김원경(金元慶) 조선에서 주부(主簿)를 역임하였다.
김원복(金元福) 조선조(朝鮮朝)에 현감(縣監)을 지냈다.
김원록(金元祿) 조선(朝鮮) 때 첨지중추부사(僉知中樞府事)를 지냈다.
김현보(金賢輔) 조선에서 통례원 인의(通禮院引儀)를 지냈다.
김분(金 汾) 조선 때 감사(監司)를 역임하였다.
김치간(金致簡) 조선조에 정언(正言)을 지냈다.
김준(金 浚) 조선 때 동지중추부사(同知中樞府事)를 역임하였다.
김태하(金泰河) 조선에서 감찰(監察)을 역임하였다.
김태해(金泰海) 조선 때 장사랑(將仕郞)에 올랐다.
김태명(金泰溟) 조선 때 직장(直長)을 지냈다.
김태윤(金泰潤) 조선조에 첨지중추부사(僉知中樞府事)를 역임하였다.
김진덕(金進德) 조선(朝鮮) 때 주부(主簿)를 지냈다.
김휘(金 輝) 조선에서 감찰(監察)을 역임하였다.
김계영(金桂英) 조선 때 통덕랑(通德郞)에 이르렀다.
김백영(金百英) 조선 때 통덕랑(通德郞)에 올랐다.
김천영(金千英) 조선에서 부사과(副司果)를 지냈다.
김한영(金漢英) 조선(朝鮮) 때 통덕랑(通德郞)에 이르렀다.
김만영(金萬英) 호는 남포(南圃)․세자익위사 세마(世子翊衛司洗馬)를 지냈다.
김오영(金五英) 조선 때 통덕랑(通德郞)에 올랐다.
김언신(金言愼) 조선 때 경력(經歷)을 지냈다.
김영재(金榮載) 조선(朝鮮) 때 동몽교관(童蒙敎官)을 지냈다.
김병규(金秉圭) 조선 때 통덕랑(通德郞)에 이르렀다.
김우택(金偶澤) 조선에서 참봉(參奉)을 지냈다.
김진풍(金鎭豊) 조선 때 참봉(참봉)을 지냈다.
김진관(金鎭官) 조선 때 선략장군(宣略將軍)으로 충무위 부사과(忠武衛副司果)를 역임하였다.
김기택(金箕澤) 조선에서 참봉(參奉)을 지냈다.
김권택(金權澤) 조선 때 참봉(參奉)을 지냈다.

## 참고 자료
- “해남김씨(海南金氏)”. 뿌리를 찾아서.[깨진 링크(과거 내용 찾기)]